# Paul Hoffmann (Mediziner)
Paul Albin Hoffmann (* 19. Junijul. / 1. Juli 1884greg. in Dorpat; † 9. März 1962 in Freiburg im Breisgau) war ein deutscher Physiologe, der unter anderem den nach ihm benannten H-Reflex entdeckte.

## Leben
Hoffmann wurde 1884 in Dorpat im Kaiserreich Russland als Sohn des Internisten Friedrich Albin Hoffmann geboren. Er studierte Medizin in Berlin und Leipzig, wo er 1909 promoviert wurde. Nach zweijähriger Tätigkeit als Angestellter der Berliner Universität wurde er 1911 Assistent am Physiologischen Institut der Universität Würzburg und habilitierte sich dort 1912 unter Maximilian von Frey. 1924 wurde er an die Universität Freiburg als Lehrstuhlinhaber für Physiologie berufen. 1956 wurde er in Freiburg emeritiert.

## Wissenschaftliche Beiträge
Die wissenschaftliche Arbeit von Hoffmann konzentrierte sich auf das Gebiet der Neurophysiologie. Seine bedeutendste Entdeckung war der H-Reflex, eine elektroneurographische Methode der Neurophysiologie. 1925 wurde er als Mitglied in die Deutsche Akademie der Naturforscher Leopoldina aufgenommen.